# Vlade Šore
Vlade Šore je bio hrvatski nogometaš. Igrao je u RNK Split između dva svjetska rata. Član je generacije koja se 1933. plasirala u tadašnju 1. ligu, poznatu kao Nacionalna liga.